# Phorone
La phorone, ou acétone diisopropylidène, est une substance cristalline jaune avec une odeur de géranium. C'est un produit issu de l'auto-condensation de l'acétone. Il peut également être obtenu depuis certains composé du camphre.
La phorone devient un combustible lorsqu'il est exposé à de la chaleur ou à une flamme.

## Production
La phorone brut peut être purifiée par une répétition de recristallisations d'éther ou d'alcool, car la phorone est soluble dans ces derniers. 

## Sécurité
LDLo : 700 mg/kg (lapin, s.c.)